# Demetrio Pepagomeno
Demetrio Pepagomeno (in latino: Demetrius Pepagomenus; in greco: Δημήτριος Πεπαγωμένος; XIV secolo – XV secolo) è stato un medico bizantino.

## Biografia
Medico di corte di Manuele II Paleologo, imperatore bizantino dal 1391 al 1425, è noto per essere stato uno dei primi studiosi della gotta, da lui identificata come una condizione predisponente allo sviluppo della malattia conclamata, la cui cura era possibile con estratti di Colchicum autumnale, sia pure utilizzati come purganti; si osservi che dal Colchicum Autumnale si ricava la colchicina, farmaco utilizzato nella terapia della gotta anche nel XXI secolo. Il trattato sulla gotta di Papagomeno (Liber de podagra) fu tradotto in lingua latina da Marco Musuro nel 1517.
Nel 1415 Demetrio Pepagomeno si recò a Mistra, in Morea, come medico di corte di Teodoro II Paleologo (Despota della Morea); nel 1428 assistette al parto della principessa Cleofe Malatesta, di cui celebrò l'orazione funebre nel 1433.
Fu copista di manoscritti medicei, fra cui il manoscritto Paris gr. 2256, il destinatario di una lettera di Giovanni Eugenico e fu in corrispondenza col cardinale Basilio Bessarione.

## Opere
- Phaemonis ueteris philosophi, Cynosophion, seu De cura canum liber, graece ac latine, ante hunc diem nusquam alibi excusus, interprete Andrea Aurifabro Vratislauiense, medico. Accesserunt annotationes, quibus consilij rationem exponit, Vitenberga, apud Iohannem Lufft, Calendis Octobris 1545.
- Demetrii Pepagomeni liber de podagra, quem ab eo petivit imperator Michael Palaelogus, Lutetiae Parisiorum, excudebat Guil. Morelius, in graecis typographus regius, 10. kal. octob., 1558.
- Hierakosophion. Rei accipitrariae scriptores nunc primum editi. Accessit Kynosophion. Liber de cura canum ex biblioth. Regia Medicea, Lutetiae, sumptibus Hieronymi Drouart, 1612.
- Demetrius rediuiuus. Siue Tractatus de arthritide, caussas et originem eius enudans, viam & rationem eus aueruncandae, contractaeque persanandae scientiam suo complexu coercens. Graece conscriptus, a Demetrio Pepagomeno. Ex Gallico traditus a Ioanne Borgesio, Audomari, typis Caroli Boscardi, sub nomine Iesu, 1619.
- Prontuario medico, testo edito per la prima volta, con introduzione, apparato critico e indice a cura di Maria Capone Ciollaro. Napoli, Bibliopolis, 2003.
- Stavros Lazaris, "La production nouvelle en médecine vétérinaire sous les Paléologues et l'œuvre cynégétique de Dèmètrios Pépagôménos", in: Philosophie et sciences à Byzance de 1204 à 1453 : les textes, les doctrines et leur transmission, Louvain, 2006, p. 225-267 (Analecta Orientalia Lovaniensia 146).